# セバストクラトル
セバストクラトル（古代ギリシア語: Σεβαστοκράτωρ、ローマ字表記：Sebastokrátor。ローマ字表記：Sevastokrátor。「尊厳ある支配者」、ビザンチン・ギリシャ語の発音:[sevastoˈkrator]; ブルガリア語:  севастократор、ローマ字表記：sevastokrator; セルビア・クロアチア語: sebastokrator）は、ビザンチン帝国後期の上級爵位である。また、ビザンツ帝国と国境を接する国やその勢力圏内にあった他の支配者（ブルガリア帝国、セルビア帝国）にも使用された。この言葉は、「セバストス」sebastós (lit. 'venerable', ラテン語の Augustus に相当) と krátōr (英語: 'ruler', autokrator, 'emperor' に見られるのと同じ要素) の複合語である。セバストクラトルの妻は、ギリシャ語でsebastokratorissa（σεβαστοκρατόρισσα、sevastokratórissa）、ブルガリア語でsevastokratitsa (севастократица) 、セルビア語でsebastokratoricaと名付けられていた。

## 主な保有者一覧
- アレクシオス3世アンゲロス
- コノン・ド・ベテュヌ
- コンスタンティノス・ドゥーカス (アンゲロス)
- ステファノス・ガヴリイロプロス
- ヨハネス1世ドゥーカス
- ヨハネス2世ドゥーカス
- ディミトリオス・カンダクジノス
- イサキオス・コムネノス (アレクシオス1世の兄)
- ステファン・ネマニッチ (セルビア王)

## ギャラリー

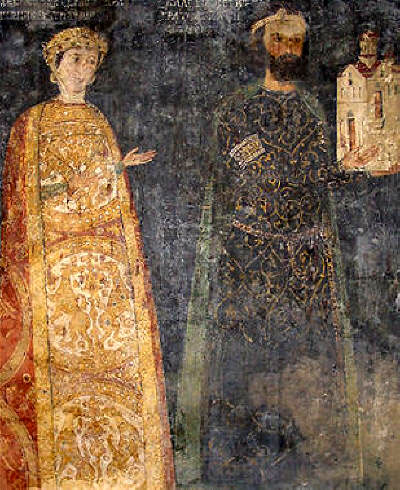
ブルガリア人のセバストクラトール・カロヤンとその妻デジスラバの寄贈者の肖像画、ボヤナ教会のフレスコ画 (1259年)。
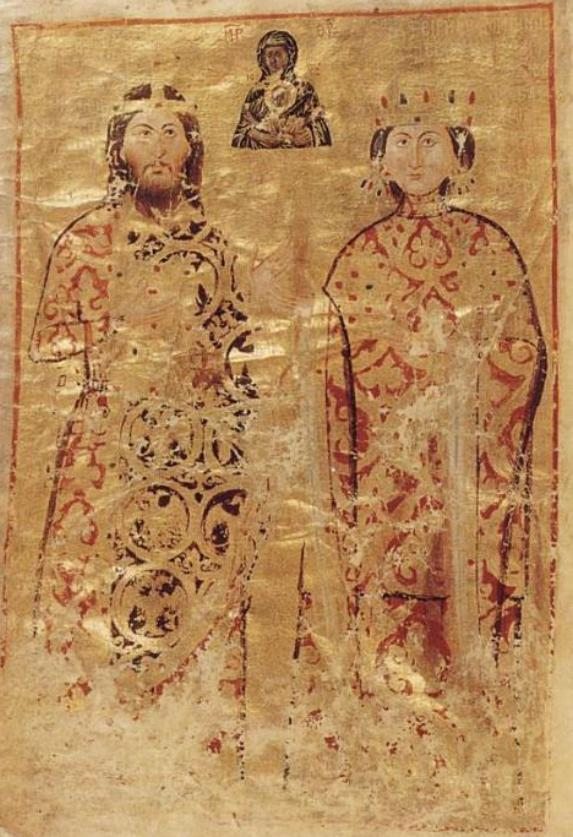
セバストクラトールのコンスタンティノス・パレオロゴスと妻のエイレーネ。 14世紀初頭のティピコン修道院の寄付者の肖像画。
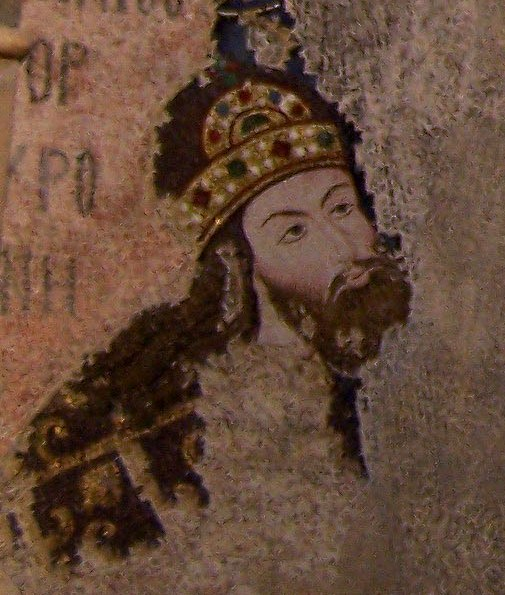
コーラ教会のビザンチン様式のフレスコ画で、皇帝アレクシオス1世コムネノスの息子であるセバストクラトールイサキオス・コムネノスが描かれている。
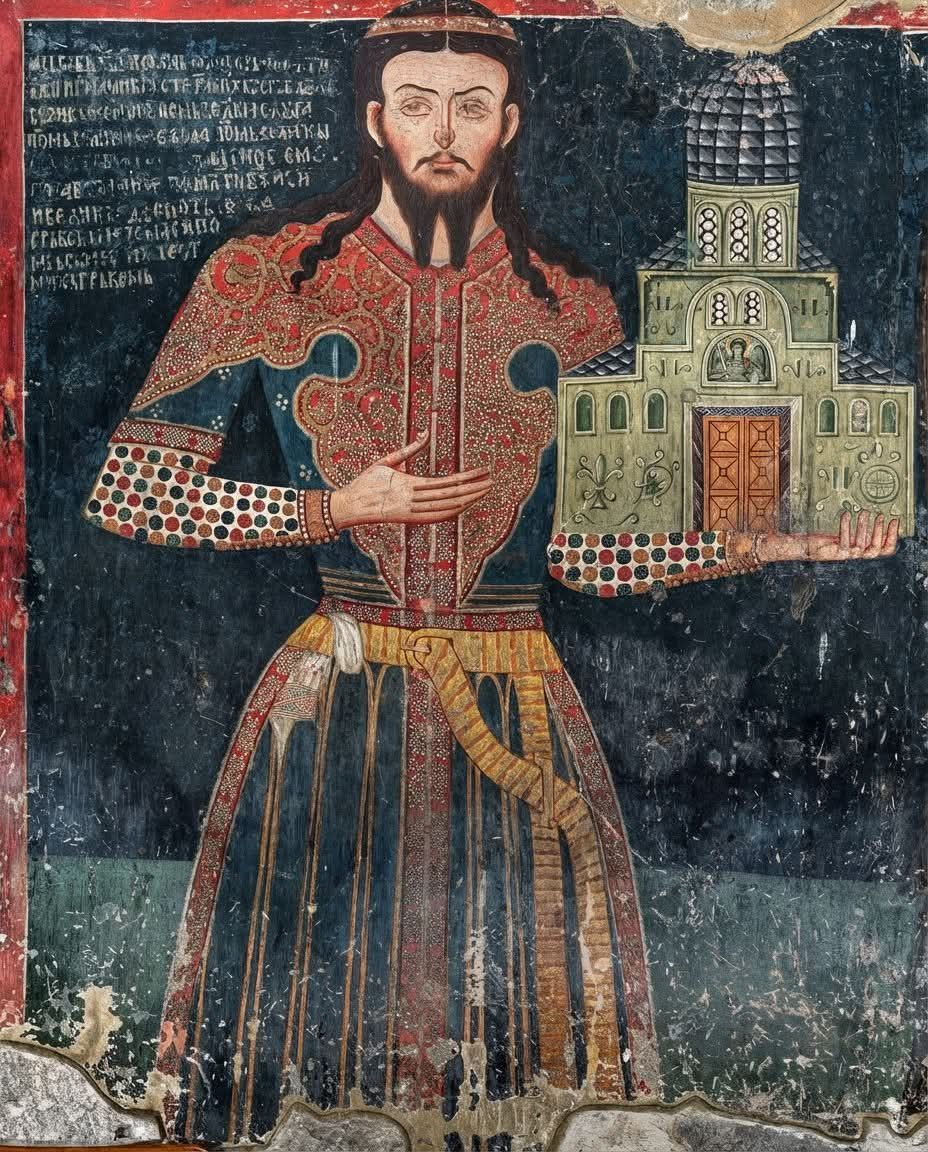
レスノヴォ修道院のフレスコ画、セバストクラトールヨヴァン オリバー。

## 書目
- Bakalov, Georgi; Kumanov, Milen (2003). “КАЛОЯН (неизв.-след 1259)” (ブルガリア語). Електронно издание "История на България". Sofia: Trud, Sirma. ISBN 954528613X
- Ferjančić, Božidar (1968). “Севастократори у Византији [Sebastocrators in Byzantium]”. Zbornik Radova Vizantološkog Instituta (Belgrade: Institute for Byzantine Studies of the Serbian Academy of Sciences and Arts) XI:  141–192. ISSN 0584-9888.
- Ferjančić, Božidar (1970). “Севастократори и кесари у Српском царству [Sebastocrators and Caesares in the Serbian Empire]”. Зборник Филозофског факултета (Belgrade):  255–269.
- Kazhdan, Alexander, ed. (1991). The Oxford Dictionary of Byzantium (英語). Oxford and New York: Oxford University Press. ISBN 0-19-504652-8。
- Macrides, Ruth (2007). George Akropolites: The History. Oxford: Oxford University Press. ISBN 978-0-19-921067-1
- Parani, Maria G. (2003). Reconstructing the Reality of Images: Byzantine Material Culture and Religious Iconography (11th to 15th Centuries). Leiden: Brill. ISBN 978-90-04-12462-2
- Verpeaux, Jean, ed (1966) (フランス語). Pseudo-Kodinos, Traité des Offices. Centre National de la Recherche Scientifique